# Алманса
Алманса (шп. Almansa) град је у Шпанији у аутономној заједници Кастиља-Ла Манча у покрајини Албасете. Према процени из 2017. у граду је живело 24 800 становника.

## Становништво
Према процени, у граду је 2017. живело 24 800 становника.
| 2017.  |
| ------ |
| 24.800 |

## Партнерски градови
- Скандијано
- Сен Медар ан Жал
- Lymington
- La Agüera